# XLIII Puchar Gordona Bennetta (balonowy)
43 Puchar Gordona Bennetta – zawody balonów wolnych o Puchar Gordona Bennetta zorganizowane w Albuquerque w USA. Start nastąpił 2 października 1999 roku.

## Uczestnicy
Wyniki zawodów.
| Zajęte miejsce | Balon             | Załoga Pilot Pomocnik pilota                      | Kraj              | Czas lotu [h] | Odległość [km] | Miejsce lądowania            |
| -------------- | ----------------- | ------------------------------------------------- | ----------------- | ------------- | -------------- | ---------------------------- |
| 1.             | D-OCOX Belgica II | Phillipe de Cock Ronny van Havere                 | Belgia            | 40:09         | 1666,54        | Amory (USA)                  |
| 2.             |                   | Danielle Francoeur Leo Burman                     | Kanada            | 43:28         | 1562,75        | Goodman (USA)                |
| 3.             |                   | Johann Fürstner Gerald Stürzlinger                | Austria           | 61:22         | 1495,88        | Avery Island, Luizjana (USA) |
| 4.             |                   | Rien Jurg Ron van Houten                          | Holandia          | 59:07         | 1482,65        | Grosse Tête (USA)            |
| 5.             |                   | Heinz Brachtendorf Karl-Heinz Hutmacher           | Niemcy            | 42:38         | 1451,52        | Mayersville (USA)            |
| 6.             |                   | Troy Bradley Bruce Hale                           | Stany Zjednoczone | 26:46         | 1365,91        | Mammoth Spring (USA)         |
| 7.             |                   | Mark Sullivan David Levin                         | Stany Zjednoczone | 43:23         | 1326,51        | Spearsville (USA)            |
| 8.             |                   | Simon Forse Janet Folkes                          | Wielka Brytania   | 28:38         | 988,63         | McAlester (USA)              |
| 9.             |                   | Wilhelm Eimers Bernd Landsmann                    | Niemcy            | 43:09         | 906,55         | Fredericksburg (USA)         |
| 10.            |                   | Josef Höhl Thomas Fink                            | Niemcy            | 19:54         | 778,57         | Minco (USA)                  |
| 11.            |                   | Richard Abruzzo Carol Rymer-Davis                 | Stany Zjednoczone | 25:07         | 700,75         | Seymour (USA)                |
| 12.            |                   | Hans Akerstedt Jan Balkedal                       | Szwecja           | 20:13         | 693,94         | Hobart (USA)                 |
| 13.            |                   | Peter Vizzard Judy Lynne                          | Australia         | 18:26         | 650,46         | Mangum (USA)                 |
| 14.            |                   | Hans Jörg Fröhlin Walter Vollenweider             | Szwajcaria        | 19:57         | 647,64         | Mangum (USA)                 |
| 15.            |                   | Ruth Wilson Jenny Houghton                        | Australia         | 13:24         | 602,88         | Durham, Oklahoma (USA)       |
| 16.            |                   | Saburo Ichyoshi Maico Oiwa                        | Japonia           | 33:55         | 494,86         | Skellytown (USA)             |
| 17.            |                   | Christian Stoll Werner Najer                      | Szwajcaria        | 21:55         | 477,28         | Panhandle (USA)              |
| 18.            |                   | Stan Wereschuk Ron Martin                         | Kanada            | 33:03         | 374,75         | Muleshoe (USA)               |
| 19.            |                   | Tom Donelly David Sutcliffe                       | Wielka Brytania   | 15:12         | 366,89         | Friona (USA)                 |
| 20.            |                   | Thierry Villey-Desmeserets Phillipe Buron-Pilatre | Francja           | 2:32          | 48,28          | Stanley, Nowy Meksyk (USA)   |